# فلورین پی‌یرسیک
فلورین پی‌یرسیک (رومانیایی: Florin Piersic؛ ‏ تلفظ رومانیایی: [floˈrin ˈpjersik]؛ ‏ زادهٔ ۲۷ ژانویه ۱۹۳۶ میلادی) بازیگر مشهور اهل رومانی است. وی از سال ۱۹۵۷ میلادی تاکنون مشغول فعالیت بوده‌است.
از فیلم‌هایی که وی در آن نقش داشته‌است، می‌توان به آزادی، انفجار، میهای دلیر، نبرد برای رم، استفن کبیر - واسلویی ۱۴۷۵، گردنبند فیروزه‌ای، بمبی دزدیده شد، هفت مرد و یک بدکاره و رز زرد و خارهای باراگان اشاره کرد.